# Eschedei vasúti baleset
Az eschedei vasúti baleset 1998. június 3-án 10:58 perckor történt Németországban a Hannover–Hamburg nagysebességű vasútvonalon. Eschedétől 6 kilométerre délre a Münchenből Hamburgba tartó Intercity Express 884 számú vonat egyik kocsijának kerekén eltört az acélabroncs (anyagkifáradás miatt), amelynek darabjai szétszóródtak, egyik része az utastérbe fúródott. A Hannovert elhagyó vonat az alsó-szászországi Eschede város előtt 200 méterrel haladt el, amikor a hajtófej mögötti harmadik kocsi egy váltón kisiklott, majd a második váltó után keresztbeállt a pályán, és 200 km/h-s sebességgel nekicsapódott egy közúti betonhídnak. A többi kocsit a hátsó hajtófej beletolta a már összeomlott 200 tonnás híd darabjaiba. A sértetlenül maradt első két kocsi és az első hajtófej leszakadt, továbbhaladt és csak 2 km-rel messzebb állt meg.
A tragédiában 101 ember életét veszítette, 88 súlyos, további mintegy 100 személy könnyebb sérülésekkel került kórházba. Két halálos áldozat nem a vonaton utazott, hanem a felüljáró alatt tartózkodott a baleset pillanatában.
A helyszínre elsőként a helyi lakosok érkeztek meg perceken belül, hogy segítsenek. 12:30-kor a város katasztrófaállapotot jelentett. Több mint ezren érkeztek, hogy segítsenek a mentésben.

## További információk

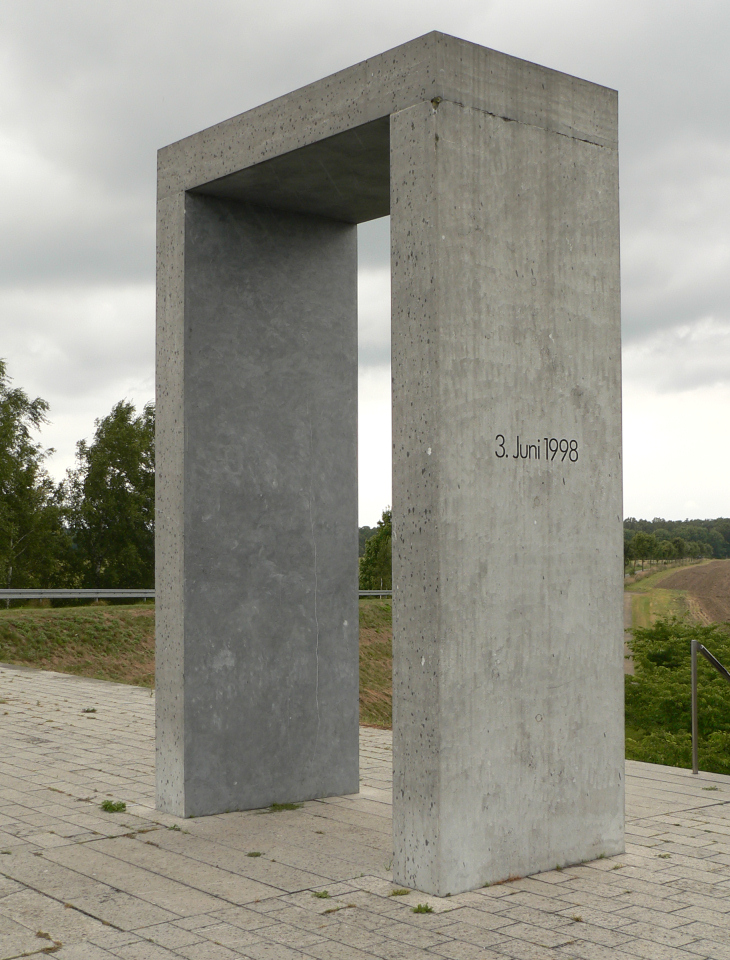
Memento